# アダン・バルビン
アダン・アドルフォ・バルビン・シルバ（Adán Adolfo Balbín Silva 、1986年10月13日 - ）は、ペルー・リマ県ウアラル出身のプロサッカー選手。元ペルー代表。ポジションは、ディフェンダー。

## クラブ歴
地元クラブのウニオン・ワラルでプロキャリアをスタート。
2007年にコロネル・ボロニェージに移籍すると、当時の監督によってセンターバックにコンバートされた。チームは同年のクラウスーラで優勝を果たした。
2009年1月、ウニベルシダ・サン・マルティンに移籍。
2013年12月、スポルティング・クリスタルに移籍。

## 代表歴
クラブでの活躍がセルヒオ・マルカリアン監督の目にとまり、2010年11月の親善試合・コロンビア戦でペルー代表デビューを果たした。

## タイトル
コロネル・ボロニェージ
- プリメーラ・ディビシオン: アペルトゥーラ 2007

ウニベルシダ・サン・マルティン
- プリメーラ・ディビシオン: 2010

スポルティング・クリスタル
- プリメーラ・ディビシオン: 2014